# Distrito electoral de Ellery (Illinois)
Ellery (en inglés: Ellery Precinct) es un distrito electoral ubicado en el condado de Edwards en el estado estadounidense de Illinois. En el Censo de 2010 tenía una población de 153 habitantes y una densidad poblacional de 4,55 personas por km².

## Geografía
Según la Oficina del Censo de los Estados Unidos, tiene una superficie total de 33.63 km², de la cual 33.56 km² corresponden a tierra firme y (0.21%) 0.07 km² es agua.

## Demografía
Según el censo de 2010, había 153 personas residiendo. La densidad de población era de 4,55 hab./km². De los 153 habitantes, estaba compuesto por el 98.69% blancos, el 0% eran afroamericanos, el 0% eran amerindios, el 0% eran asiáticos, el 0% eran isleños del Pacífico, el 0% eran de otras razas y el 1.31% pertenecían a dos o más razas. Del total de la población el 0% eran hispanos o latinos de cualquier raza.